# Эван (город, Миннесота)
Э́ван (англ. Evan) — город в округе Браун, штат Миннесота, США. На площади 2,6 км² (2,6 км² — суша, водоёмов нет), согласно переписи 2002 года, проживают 91 человек. Плотность населения составляет 35 чел./км².
- Телефонный код города — 507
- Почтовый индекс — 56085
- FIPS-код города — 27-19880[1]
- GNIS-идентификатор — 0643429[2]